# 高翔 (1963年)

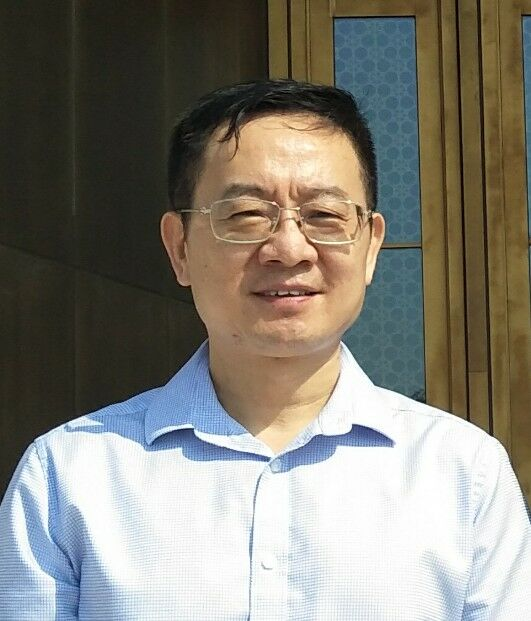
高翔于2020年8月28日

高翔（1963年10月—），男，汉族，四川南部人，生于四川盐亭，中华人民共和国历史学家、政治人物。中国人民大学清史系中国古代史专业毕业，研究生学历，历史学博士学位，研究员职称。现任中国社会科学院党组书记、院长，中国历史研究院党委书记、院长。

## 生平
1988年7月参加工作。1988年9月起，高翔先后担任中国人民大学清史所助教、讲师、副教授。1994年10月加入中国共产党。1996年10月，担任中国社会科学院历史研究所副研究员、研究员，1999年起，兼任明清史研究室主任。
2002年8月，担任中国社会科学院直属机关党委副书记。2006年7月，任中国社会科学院《中国社会科学》杂志社总编辑。2012年7月，任中国社会科学院副秘书长，兼《中国社会科学》杂志社总编辑。2013年7月，担任中国社会科学院党组成员、秘书长，按中央国家机关副部长级待遇。
2016年3月，担任中共福建省委常委、宣传部部长，兼省社科联主席。2017年12月，出任中央网络安全和信息化领导小组办公室副主任，次月任国家互联网信息办公室副主任。2018年12月，任中国社会科学院副院长。2019年1月，兼任中国历史研究院院长。2021年4月，任中国社会科学院党组副书记、副院长，明确为正部长级，继续兼任中国历史研究院院长职务。
2022年12月，升任中国社会科学院院长、党组书记。

## 争议
高翔原本在學術界寂寂無名，2022年8月，由他領導的中國歷史研究院發表文章為清政府的「閉關鎖國」政策平反，引起海內外學術和政界关于改革开放终结、计划经济重启、中国“朝鲜化”、重新评价邓小平、发动第二次文革的猜测。前中共中央總書記胡耀邦長子胡德平发表文章，指马克思和恩格斯兩位馬克思主義創始人均對「閉關鎖國」持否定態度。同年12月，高翔晋升中国社会科学院院长、党组书记。胡平认为，此次晋升与高翔此前发表的《明清時期“閉關鎖國”問題新探》一文有关。

## 著作
- 高翔. . 北京: 社会科学文献出版社. 2000. ISBN 7-80149-379-6.
- 高翔. . 北京: 中国人民大学出版社. 1995. ISBN 7-300-02071-2.